# 魯克里角
54°15′S 36°19′W / 54.250°S 36.317°W
魯克里角（英語：Rookery Point），是南極洲的海岬，位於南喬治亞群島，處於魯克里灣入口處的東部，在1930年由英國海軍命名，該海岬由英國海外領土管轄。